# Масевичі
Масе́вичі — село в Україні,  у Рокитнівській селищній громаді Сарненського району Рівненської області. Населення становить 2487 осіб.

## Символіка
Затверджена 29 жовтня 2004р. рiшенням №72 сесії сільської ради.

### Герб
У золотому щиті зелене перекинуте вістря, обтяжене срібним восьмикінцевим хрестом.

### Прапор
Квадратне полотнище складається з трьох горизонтальних смуг жовтого, зеленого та жовтого кольорів у співвідношенні 1:3:1. У центрі зеленої смуги три жовті квітки азалії.

## Історія
З історичних джерел відомо, що село Масевичі вперше згадано у 1503 році.
Вже в 1915 році в селі Масевичі нараховувалося 75 дворів і проживало 505 чоловік населення.
У 1918—1921 році під час Визвольних змагань влада змінювалась декілька разів.
У 1940 році утворилась Масевицька сільська рада, яка розміщувалася у будинку, який був побудований у центрі села. Першим головою Масевицької сільської ради був Васильчук Кирило Васильович. Людина вольова, смілива, розумна хоча за освітою був не грамотний. При голові був помічник, який вів усю документацію сільської ради.
У липні 1941 року село захопили німці. Зруйнували все. 70 чоловік було вивезено у Німеччину. Населення села піднялося на боротьбу з німецько-нацистськими окупантами. На фронті воювало 24 чоловіки, 12 з них були удостоєні високих нагород.
Багато масевчан ішло в партизанський загін імені Медведєва, який було створено біля села Карпилівка. В партизанський загін приїздив Кузнєцов Микола Іванович.
У грудні 1943 року село Масевичі звільнено від німецько-нацистських окупантів. Почалася відбудова народного господарства. Була відкрита початкова школа.
У 1949 році було організовано місцевий колгосп імені Ватутіна. Першим головою колгоспу був Ільчук Петро Федорович.
У 1956 році — було створено первинну партійну та комсомольську організації, секретарем якої був Примак Василь Ілліч. Перший секретар комсомольської організації — Крупенко Адам Маркович.
У 1963 році колгосп імені Ватутіна було перейменовано у колгосп «Більшовик». Сільське господарство набуло піднесення. Виконувалися і перевиконувалися господарські плани. Перемога колгоспного ладу відкрила трудовому селянству шлях до заможного і культурного життя. Час мінявся. Так у 1980 році з південної сторони села прокладено широку асфальтову дорогу Київ-Ковель-Варшава. Вимоги часу потребували змін. Зростало населення.
Створювалися молоді сім'ї. Споконвічною мрією населення села Масевич була мрія про новий дитячий садок. У 1984 році було збудовано дитячий садок «Сонечко» на 90 місць, який наповнився дитячим сміхом. Очолює дитячий садок Пахнюк Ольга Іванівна. Господарство розвивалося, йшло вперед, вимагало нових змін.
У 1988 році збудовано комплекс молочно-тваринницьких приміщень. Почали більше розводити молочно-м'ясну велику рогату худобу, свиней, коней. Жителі села Масевичі працювали на славу. П'ятдесят найкращих колгоспників села були нагородженні медалями «За доблесну працю» — 12 колгоспників удостоєні високих нагород.
24 лютого 1992 року колгосп «Більшовик» реформовано у пайгосп «Полісся», а з 18 грудня 1999 року на виконання Указу Президента України «Про прискорення реформування аграрного сектора економіки» від 03.12.1999 року перейменовано в сільськогосподарське приватне підприємство «Мрія», яке очолив Трохимчук Іван Мусійович.
На території ради встановлено обеліск воїнам, які загинули в роки Німецько-радянської війни.
В селі Масевичі є молитовний будинок християн віри Євангельської та в районні урочища «Криничка» побудований монастир.

## Населення
Згідно з переписом УРСР 1989 року чисельність наявного населення села становила 2027 осіб, з яких 968 чоловіків та 1059 жінок.
За переписом населення України 2001 року в селі мешкали 2483 особи.

### Мова
Розподіл населення за рідною мовою за даними перепису 2001 року:
| Мова       | Кількість | Відсоток |
| ---------- | --------- | -------- |
| українська | 2479      | 99.68%   |
| російська  | 8         | 0.32%    |
| Усього     | 2487      | 100%     |

## Освіта
На території села діє Масевицька ЗОШ І-ІІІ ступенів.
Історія Масевицької школи починається з періоду коли територія села знаходилась під владою панської Польщі. В той час школа була розміщена в одній із хат села і в ній навчалося всього 15 дітей. Навчання проводив учитель-поляк польською мовою. Обов'язковим шкільним предметом був Закон Божий.
З 1946 року в селі Масевичі працювала школа по ліквідації неписьменності.
1957 році було побудовано нову школу на шість класних кімнат, у якій на початку працювало шість вчителів та навчалося 124 учнів. Матеріальна база школи була дуже слабка. В 1973 році добудовано чотири класні кімнати, спортивний зал і їдальня. Тепер в школі працює більше двадцяти вчителів.
Сільська бібліотека, заснована в січні 1949 року, була розміщена у старій сільській хаті, у якій розміщувався клуб. Першими бібліотекарями у той час працювали Степан Ничипорчук та Анастасія Лозян.

## Сільське господарство
В галузі сільськогосподарського виробництва на території сільської ради розташоване приватне підприємство «Мрія», у користуванні якого на
правах оренди знаходиться більше 1,5 га землі.

## Промисловість
Масевицьке лісництво — одне з підрозділів Рокитнівського державного лісового господарства, яке займає лощу 61,82 га. Розподілено на дві дільниці, які поділено на 62 квартали. В лісництві працює 41 чоловік, з них 10 лісників. Лісництво славиться своїми трудовими досягненнями. Протягом 35 років в лісництві пропрацював Бричка Василь Федорович, який удостоєний звання заслужений лісовод України.
На території Масевицького лісництва знаходиться державні заказники місцевого значення «Боброві», яке займає 150 га, а також державний
заповідник урочище «Дуброва», дубовий ліс на площі 16 га. Очолює лісництво Трохимчук Михайло Іванович.
Райавтодор — утворений у 1953 році. Працює 45 чоловік, очолює колектив Богданець Федір Миколайович, член виконкому, земельна площа становить 24,8 га.
ВАТ Рокитнівська АТП — 15646 на якому працює 60 чоловік. Підприємством виконаних робіт, надано послуг товарообороту 623,2 тис. грн., питома вага 1,4 %. Очолює підприємство Ющук Юрій Іванович.
Управління механізованих систем має за собою закріплену землю площею 8,81 га. За ним закріплено 640 км каналів, 480 гідроспоруд, 7 насосних станцій, 2 водосховища і 4 ставки. Працює всього 72 чоловіки.
З 1994 року на території ради функціонує фермерське господарство, яке має в своєму розпорядженні 12,7 га землі. Фермер -Шульжик Мартин Петрович.
З 2000—2001 рік утворилось біля сто господарств, які працюють на своїх пайових ділянках.
Торговельне обслуговування. На території Масевицької сільської ради відкрито більше дев'яти торгових точок. Дві торгові точки державної власності, у яких працює два чоловіки.
В цілому у малому підприємництві зайнято в селі Масевичі 31 чоловік.
На території сільської ради працює фірма «Граніт ЛТД», яку очолює Смик В. С.
Побутове обслуговування. На території сільської ради діє будинок побуту, який проводить пошив одягу, приймає замовлення на виготовлення столярних виробів, здійснює ремонт побутової техніки.
На території ради працює підприємець по ремонту автомобілів та іншої техніки. Це Богдашенко Антон Іванович.

## Релігія
Працює православна церква Святого Миколая Чудотворця.
В селі існує громада української православної церкви в честь Ікони Божої Матері «Живоносне джерело» (чоловічий монастир). Монастир побудований в 1999 році.
В селі діє община Християн Віри Євангельської.

## Культура
Будинок культури, відкритий у 1969 році. Першим директором сільського будинку культури був Ільчук Петро Юхимович. 

## Природа
На південний захід і захід від села розташовані заповідні урочища: «Діброва» і «Лісонасіннева ділянка соснового лісу», а також загальнозоологічний заказник «Масевицький, Урочище «Старики».

## Охорона здоров'я
На території села діє ФАП. Історія сільського медпункту почалася саме в сільській хаті, яка належала Лящук Олені Левківні. У 1956 році на роботу була направлена Раїса Степанівна Драгончук, яка працювала на три села. У 1964 році медпункт був переведений в окремий будинок, у цьому ж році медпункт перейменовано на фельдшерсько-акушерський пункт, де знаходиться і тепер.
У 1967 році на роботу зав. фельдшерсько-акушерським пунктом в село Масевичі була направлена на роботу Панько Марія Іллівна.

## Відомі уродженці
- Берташ Віталій Андрійович (нар. 1972) — сержант Збройних сил України, учасник російсько-української війни.
- Наливайко Степан Іванович — український сходознавець-індолог, перекладач, член Національної спілки письменників України